# 王文彩
王 文彩（おう ぶんさい、ワン・ウェンツァイ、生年不詳 - 1932年）は、日本の料理人。札幌ラーメンの創始者として知られる。

## 人物
生年不詳で、中国の山東省出身とされている。中国およびシベリアのニコラエフスクにて、北京料理の料理人として生活していたが、尼港事件の戦火を避けて来日した。
1922年（大正11年）、知人の紹介で札幌市の北海道大学近くにあった『竹家和食店』を訪れ、店主の大久昌治・タツ夫妻と意気投合し働くようになる。本格的な中国料理が評判になると中国風卓子料理に献立を改め王を料理長とした中国料理店に路線変更、店名も常連客だった今裕の提案で『竹家』に改めた。
従来の中国料理の他に、中国のラーメンの範疇に入る『肉絲麺』をメニューにする。当初は中国人留学生を主な客としていた『竹家』は、その後日本人の客も増えて繁盛した。また、『ラーメン』という単語の原点が、この王が活躍した『竹家』であったとの説もある。子供に優しかった半面、仕事に対してはとても厳しく、厨房には中国人以外は決して入れさせなかった。ただし、当時子供だった大久夫妻の長男だけは例外だったという。その後、王は『竹家』を去る。王が去った『竹家』では、新しい中国人料理人の李宏業と李絵堂が、より日本人にあったラーメンを提供するようになる。『竹家』を去った王は食堂の手伝いなどをしていたが、1932年（昭和7年）、札幌の銭湯の2階で死去した。
『竹家』は1943年に廃業するが、『竹家』で王らが腕をふるって札幌に定着させたラーメンは『札幌ラーメン』として現在まで受け継がれている。